# Ľudovít Feld
Ľudovít Feld (Košice 19 mars 1904 - Košice 18 mai 1991) est un peintre issu d'une famille juive au revenu modeste de Košice.

## Biographie

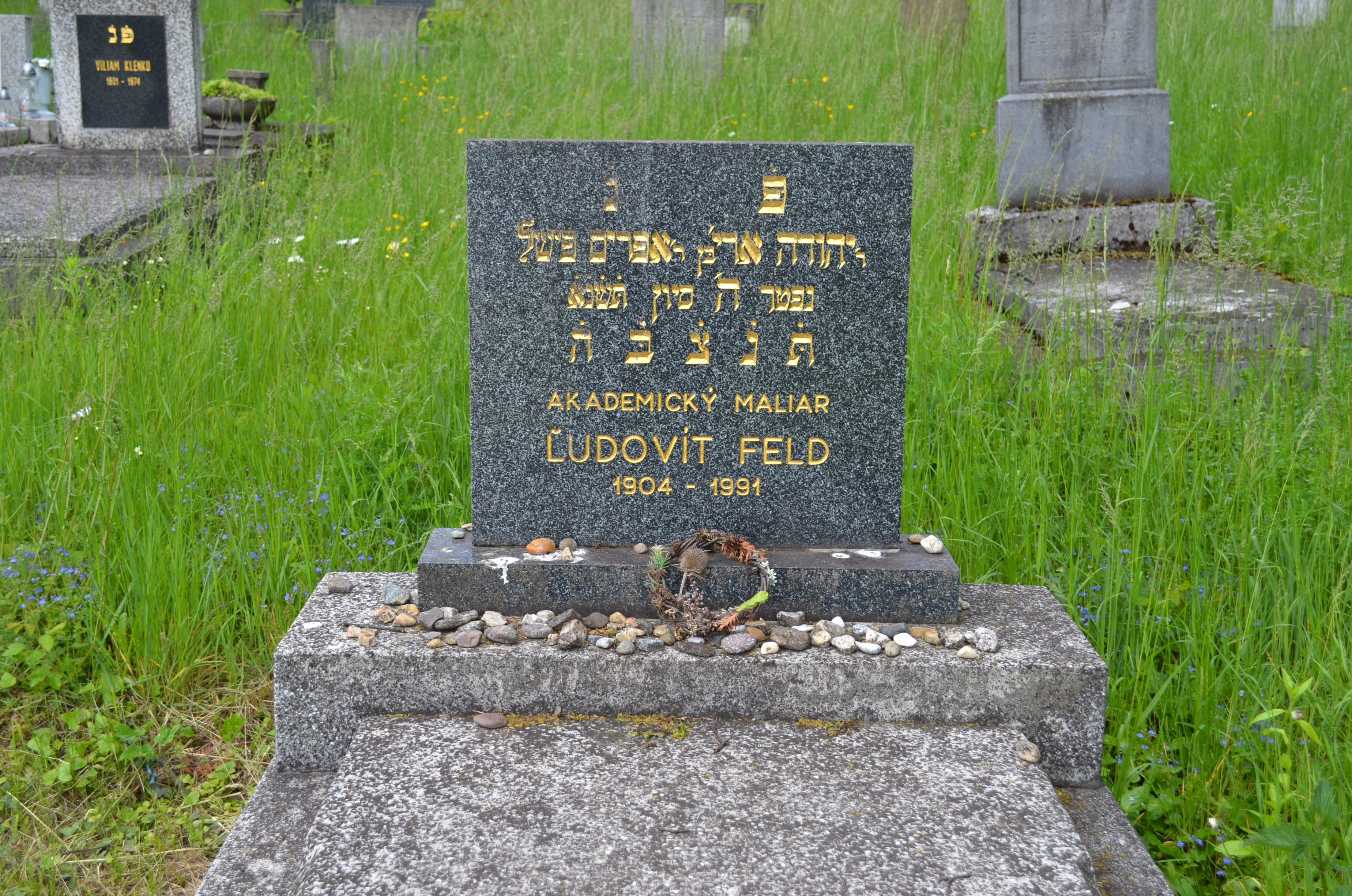
Tombe de Ľudovít Feld au cimetière juif de Košice

Il étudie à l'École des beaux-arts de Budapest, auprès de Nándor Lajos Varga (1895–1978) et Viktor Olgyai.
En 1933, il crée une école de peinture. En 1944, quand l'armée allemande occupe la Hongrie à laquelle Košice a été annexé en 1938, une ancienne élève chargée de la constitution des listes de juifs à déporter retire le nom de Ľudovít Feld. Sa famille ayant été regroupée avec les autres juifs de la ville et des environs le 29 avril 1944 dans une briqueterie dans la périphérie, il choisit le lendemain de les rejoindre. Il fut déporté en mai 1944 à Auschwitz. Il échappa à la mort à cause d'une infirmité et devint le peintre personnel de Josef Mengele. Après la guerre, il choisit de retourner dans sa ville d'origine en 1949 après avoir vécu en 1946 à la campagne puis 3 ans chez sa sœur à Bratislava. Il se consacrera principalement à l'enseignement de la peinture. On lui doit de nombreuses vues des rues de la ville de Košice et des dessins illustrant la Shoah.